# Dolnji Zemon
Dolnji Zemon este o localitate din comuna Ilirska Bistrica, Slovenia, cu o populație de 457 de locuitori.